# إل جي إلكترونيكس
شركة إلكترونيات إل جي أو إل جي إلكترونيكس (بالإنجليزية: LG Electronics)‏، بالكورية - هانغول: 엘지전자؛ هانجا: LG電子) شركة متعددة الجنسيات من كوريا الجنوبية. هي أيضاً ثالث أكبر شركة إلكترونيات وتكنولوجيا المعلومات في العالَم، يقع مقرها الرئيسي في يويدودونج، سيول بكوريا الجنوبية. إل جي إلكترونيكس هي جزء من مجموعة إل جي، والتي تعتبر أكبر تكتل في كوريا الجنوبية ورائدة السوق العالمي بأكثر من 60 منتج بما في ذلك أشباه الموصلات مثل ذاكراة الوصول العشوائية الديناميكية والذاكرة الوميضية، أجهزة العرض الرقمية مثل أجهزة تلفاز إل سي دي والبلازما، الإلكترونيات الاستهلاكية مثل مشغلات الدي في دي والهواتف النقالة والكاميرات الرقمية وطابعات الليزر وأجهزة حواسب محمولة، الأجهزة المنزلية مثل الثلاجات والميكرويف وغسالات الأطباق وغيرها.
تعتبر شركة إل جي الكترونيكس جزءا من رابع أكبر شيبول في كوريا الجنوبية، وصلت مبيعاتها في السوق العالمي إلى 55.91 مليار دولار أمريكي في عام 2014. تتألف الشركة من اربع أقسام رئيسية هم قسم الترفيه المنزلي، قسم الاتصالات المتنقلة، قسم الأجهزة المنزلية والحلول الجوية، قسم مكونات المركبات، بالمشاركة مع شركة ستاريون الهند باعتبارها البائع الرئيسي لإنتاج أجهزة التبريد والغسالات في شبه القارة الهندية.
في عام 1995، استحوذت شركة إل جي الكترونيكس على شركة زينيث. تحافظ شركة إل جي الكترونيكس منذ عام 2008 على منصب ثاني أكبر شركة مصنعة لتلفزيونات إل سي دي في العالم. تمتلك الشركة 128 فرع في جميع أنحاء العالم، ويعمل بها ما يقرب من 83,000 موظف.

## تاريخ الشركة

### من عام 1958 إلى عام 1960
في عام 1958، تأسست شركة إل جي الكترونيكس تحت اسم جولد ستار (قالب:Hangul)، تم تأسيسها بعد الحرب الكورية ضمن خطة الحكومة الكورية لإعادة بناء المصانع وإعادة الثقة في الناتج المحلي بشكل عام وفي مجال الإلكترونيات الاستهلاكية والأجهزة المنزلية بشكل خاص.
ساعد بدء البث الوطني للبلاد في إزدهار سوق الإلكترونيات. شجع ذلك جولد ستار في التعاون مع شركة هيتاشي في إنتاج أول راديو، تلفزيون، ثلاجة، غسالة ومكيف هواء داخل كوريا الجنوبية.
كانت جولد ستار واحده من مجموعة إل جي التي تعاونت مع شركة لاكي للصناعات الكيماوية. والتي أصبحت الآن إل جي كيم وإل جي هاوس هولدس. اندمجت جولد ستار مع لاكي كيميكال وال اس كابل. في 28 فبراير 1995، تم تغيير اسم الشركة إلى لاكي جولد ستار ثم أخيرا إلى إل جي الكترونيكس.

### من السبعينات إلي التسعينات
حققت شركة إل جي الكترونيكس أرباحا بقيمة 100 مليون دولار أمريكي من الصادرات لأول مرة في تاريخها. أدى النمو السريع للعولمة إلى قيام الشركة بإنشاء أول مصنع إنتاج لها في الخارج، كان مقره في الولايات المتحدة في عام 1982.
في عام 1994، اعتمدت شركة جولدستار رسميا علامة إل جي الكترونيكس التجارية وأخذتها شعارا جديدا لها. في عام 1995، استحوذت شركة إل جي الكترونيكس على شركة زينيث، شركة تصنيع أجهزة التلفزيون في الولايات المتحدة واستوعبتها بعد أربع سنوات. في نفس العام، صنعت إل جي الكترونيكس أول هواتف محمولة رقمية بتقنية الوصول المتعدد بتقسيم الترميز في العالم وقدمت الهاتف الخلوي الرقمي LGC-330W لشركة أميرتيك وجي تي إي في الولايات المتحدة. حصلت الشركة أيضًا على شهادة يو ال في الولايات المتحدة.
في عام 1998، طورت إل جي الكترونيكس أول تلفزيون بلازما مقاس 60 بوصة في العالم وأنشئت مشروعا مشتركا في عام 1999 مع ال جي فيليبس ال سي دي، التي تحمل الآن اسم إل جي دسبلاي. في نفس العام، اندمجت إل جي أشباه الموصلات مع هاينكس.

### من 2000 إلى الوقت الحاضر
من أجل إنشاء شركة قابضة، قسمت شركة إل جي الكترونيكس في عام 2002، حيث فصلت شركة إل جي الكترونيكس «الجديدة» وتغيير اسم إل جي الكترونيكس «القديمة» إلى إل جي إيه أي. ثم دمجت مع إل جي سي إل (الخليفة القانوني لشركة إل جي كيم السابقة) في عام 2003، وبالتالي فإن الشركة التي بدأت باسم (جولد ستار) غير موجودة حاليا.
تلعب إل جي الكترونيكس دورا كبيرا في صناعة الإلكترونيات الاستهلاكية العالمية، حيث حافظت على المركز الثاني عالميا كأكبر شركة لتصنيع أجهزة تلفزيون إل سي دي في جميع أنحاء العالم منذ عام 2013. بحلول عام 2005، كانت إل جي من أفضل 100 علامة تجارية عالمية وسجلت نموا للعلامة التجارية بنسبة 14% في عام 2006.
اعتبارًا من عام 2009، كانت الشركة التابعة لتصنيع شاشات العرض، إل جي دسبلاي، أكبر شركة مصنعة لشاشات إل سي دي في العالم. في عام 2010، دخلت شركة إل جي الكترونيكس في صناعة الهواتف الذكية. استمرت إل جي الكترونيكس منذ ذلك الحين في تطوير العديد من المنتجات الإلكترونية، مثل طرح أول تلفزيون فائق الدقة مقاس 84 بوصة في العالم للبيع بالتجزئة.
في 5 ديسمبر عام 2012، فرضت منظمة مكافحة الاحتكار في الاتحاد الأوروبي غرامة على شركة إل جي الكترونيكس وخمس شركات كبرى وهم سامسونج وطومسون منذ عام 2010 المعروفة باسم تكنيكولور وماتسوشيتا والتي تُعرف اليوم باسم شركة باناسونيك وتوشيبا وفيليبس، بسبب تثبيت أسعار أنابيب أشعة الكاثود في التلفزيون في فترة استمرت عقد من الزمان تقريبا.
في 11 يونيو عام 2015، وجدت إل جي الكترونيكس نفسها وسط جدل حول حقوق الإنسان عندما نشرت صحيفة الغارديان مقالًا بقلم روزا مورينو، الموظفة السابقة في مصنع تجميع تلفزيون إل جي.
في نهاية عام 2016، دمجت إل جي الكترونيكس فرعها الألماني الواقع في راتينغن والفرع الأوروبي الواقع في لندن معًا في إشبورن، إحدى ضواحي فرانكفورت أم ماين.
في مارس عام 2017، رفعت دعوى قضائية ضد شركة إل جي الكترونيكس بسبب تعاملها مع أعطال أجهزة الهواتف الذكية الحديثة مثل إل جي جي4.
استبدل كو بون جون، الرئيس التنفيذي ونائب رئيس مجلس الإدارة الحالي لشركة إل جي إلكترونيكس بابن أخيه في يوليو 2018، طبقًا لقاعدة الخلافة الأولى للإبن فقط. يتشارك أيضا منصب الرئيس التنفيذي نفس القاعدة، فعلى سبيل المثال، خلف كو كوانغ مو والده كو بون مو في منصب الرئيس التنفيذي للمجموعة بعد وفاة بون مو بسبب ورم في الدماغ في 20 مايو عام 2018.
في نوفمبر عام 2018، أعلن عن تولي هوانج جيونج هوان منصب رئيس إل جي موبايل في مؤسسة إل جي الكترونيكس. في أكتوبر عام 2017، كان هوانج جيونج هوان هو الرئيس التنفيذي لقسم أعمال الترفيه المنزلي المربحة للغاية، حتى قام براين كوون بتولي هذا المنصب بدلاً منه في 1 ديسمبر عام 2018. في عام 2018 أيضا، قررت شركة إل جي الكترونيكس إيقاف إنتاج الهواتف الذكية في كوريا الجنوبية إلى نقل الإنتاج إلى فيتنام، من أجل الحفاظ على قدرتها التنافسية. وقالت إل جي: (إن فيتنام توفر قوة عاملة وفيرة). كما سيتم نقل 750 عاملاً من مصنعها للهواتف في كوريا الجنوبية إلى مصنعها للأجهزة المنزلية.
في ديسمبر عام 2020، صرحت إل جي الكترونيكس إنها وافقت على إنشاء مشروع مشترك بمليار دولار أمريكي مع شركة ماجنا الدولية الموردة للسيارات.
في سبتمبر 2023، قال بيان للشركة نشرته يوم 24 شتنبر 2023، إن المصنع سينتج 50 ألف طن من كاثود بطاريات فوسفات الحديد والليثيوم سنويا، وهو يكفي لتشغيل 500 ألف سيارة كهربائية سنويا. وحسب ذات البيان، فقد أعلنت المجموعة الكورية الجنوبية عن خطة استثمار إضافية مع هوايو الصينية لبناء مصنع لتحويل الليثيوم في المغرب بهدف بدء الإنتاج بحلول 2025 بقدرة سنوية 52 ألف طن من الليثيوم.
جديد شركة LG الكورية الجنوبية تنضم لعملاق بطاريات السيارات الكهربائية HUYAOU الصيني لإستثمار 20 مليار دولار لإنشاء سلسلة مصانع لهما بمدينة العيون المغربية.
الإستثمارات بالمصانع ستتم بشكل تدريجي عن طريق الرفع من الطاقة الإنتاجية في كل سنة إلى غاية 2030.
من المرتقب أن يخلق المصنع 13 ألف منصب شغل مباشر وغير مباشر.

## المنتجات
تشمل منتجات إل جي الكترونيكس أجهزة التلفزيون وأنظمة السينما المنزلية والثلاجات والغسالات وشاشات الكمبيوتر والأجهزة القابلة للارتداء ووحدات الطاقة الشمسية والأجهزة الذكية والهواتف الذكية.

### التلفزيونات
في عام 2009، عرض موديل LG SL9000 واحدًا من العديد من أجهزة التليفزيون عالية الدقة في معرض إيفا برلين. في عام 2014، أطلقت شركة إل جي الكترونيكس تلفزيون ثنائي عضوي باعث للضوء الذي أعلن عنه في عام 2013 بمقاسين 65 بوصة و 77 بوصة. طرحت إل جي الكترونيكس أول تلفزيون يدعم التواصل بالإنترنت في عام 2007، وكان يُطلق عليه في الأصل اسم أجهزة نتكاست للوصول إلى الترفيه، لاحقًا اعيد تسمية أجهزة تلفزيون الإنترنت في عام 2011 إلى تليفزيون إل جي سمارت عندما اضيف المزيد من ميزات التلفزيون التفاعلية، والتي تمكن الجمهور من تلقي المعلومات من شبكة الإنترنت أثناء مشاهدة البرامج التلفزيونية التقليدية.
في نوفمبر عام 2013، اكتشف أحد المدونين أن بعض أجهزة التلفزيون الذكية من إل جي تجمع بصمت أسماء الملفات من أجهزة تخزين يو إس بي المرفقة وبيانات عرض البرامج، وتنقل المعلومات إلى خوادم إل جي والخوادم التابعة لها. بعد وقت قصير من نشر إدخال هذه المدونة قامت إل جي بتعطيل التشغيل على موقع الفيديو الخاص بها، موضحة كيفية عمل تحليلات المشاهد، وأغلقت حساب برايتكوف الذي اذيع الفيديو عليه.
تقوم إل جي بتصنيع نماذج التحكم عن بعد التي تستخدم تقنية المساحات الفارغة من هيلكريست مختبرات للسماح للمستخدمين بتغيير القنوات باستخدام الإيماءات وتكنولوجيا التحدث بشكل طبيعي للتعرف على الصوت.
اعتبارًا من عام 2014، أعلنت إل جي استخدامها لنظام تشغيل ويب أو إس مع بعض أجهزة التلفزيون الذكية الخاصة بها. ذكرت إل جي أنها باعت أكثر من 5 ملايين جهاز تلفزيون يدعم نظام تشغيل الويب في الأشهر الثمانية الأولى بعد الإصدار.
في عام 2016، بدأت الذراع الهندي لشركة إل جي الكترونيكس الكورية في بيع جهاز تلفزيون يستطيع طرد البعوض. تستخدم الأجهزة الموجات فوق الصوتية التي تكون صامتة بالنسبة للإنسان ولكنها تجعل البعوض يطير بعيدًا. صدرت الأجهزة في 16 يونيو 2016. واستخدم التكنولوجيا أيضًا في مكيفات الهواء والغسالات. حيث يستهدف التلفزيون المستهلكين ذوي الدخل المنخفض الذين يعيشون في ظروف تجعلهم عرضة للإصابة بالبعوض.
في عام 2018، أفيد أن إل جي كانت تخطط لبيع أجهزة تلفزيون ذات شاشات كبيرة يمكن طيها وسحبها تلقائيًا بضغطة زر. كما صرحت أنه سيتداول في الأسواق مع حلول عام 2019.

### الأجهزة المحمولة

#### الهواتف المحمولة

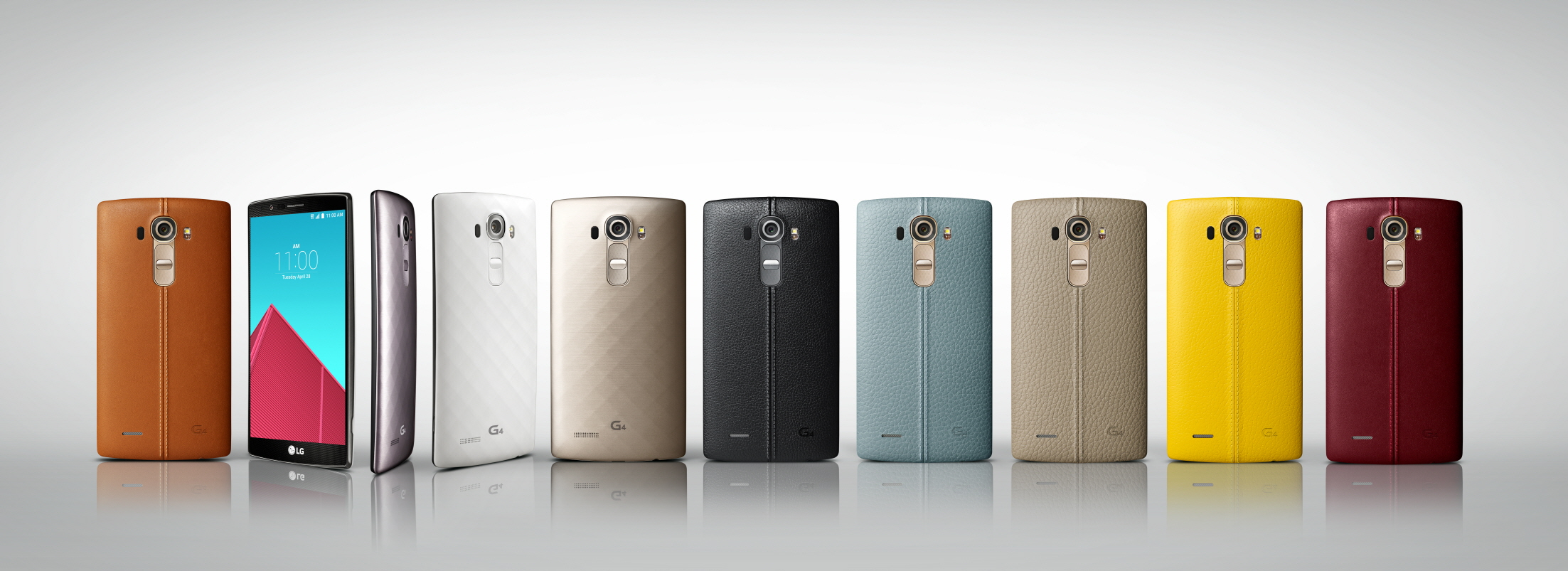
موديلات متنوعة من موبايل إل جي جي4.

يقوم قسم الإلكترونيات في شركة إل جي إلكترونيكس بتصنيع الهواتف الذكية والأجهزة اللوحية. بخلاف إل جي جي3، كشفت إل جي الحجاب عن الهاتف الذكي المنحني جي فليكس، في 27 أكتوبر عام 2013. وأصدرته إل جي في كوريا الجنوبية في نوفمبر 2013 وأعلنت لاحقًا عن إصداره في أوروبا وبقية دول آسيا وأمريكا الشمالية.
في يناير عام 2014، أعلنت إل جي عن إصدار أمريكي لهاتف إل جي جي2، في معرض الإلكترونيات الاستهلاكية. في عام 2015، أصدرت إل جي أجهزة إل جي جي4 العالمية في أواخر مايو وحتى أوائل يونيو. في 7 سبتمبر عام 2016، كشفت إل جي الحجاب عن V20 واعلن عن V30 في 31 أغسطس 2017 في ملتقى عالم الهاتف النقال. أعلن رسميًا عن إل جي جي6 في 26 فبراير 2017. وحدد موعد تقديم طراز G7 ThinQ في إحاطة إعلامية أخرى في 2 مايو 2018.

#### أجهزة الكمبيوتر اللوحي
في عام 2014، أعلنت إل جي عن ثلاثة إضافات جديدة إلى سلسلة جي من الأجهزة اللوحية، التي تتمتع بميزة نوك كود من إل جي. تتيح تلك الخاصية للمستخدمين فتح الأجهزة بسلسلة من النقرات. تتميز الأجهزة اللوحية أيضًا بـ Q Pair الذي يسمح للأجهزة اللوحية بالمزامنة مع هاتف ذكي، مع المكالمات الهاتفية والرسائل النصية التي تمرر إلى الجهاز اللوحي في الوقت الفعلي.

#### الساعات الذكية

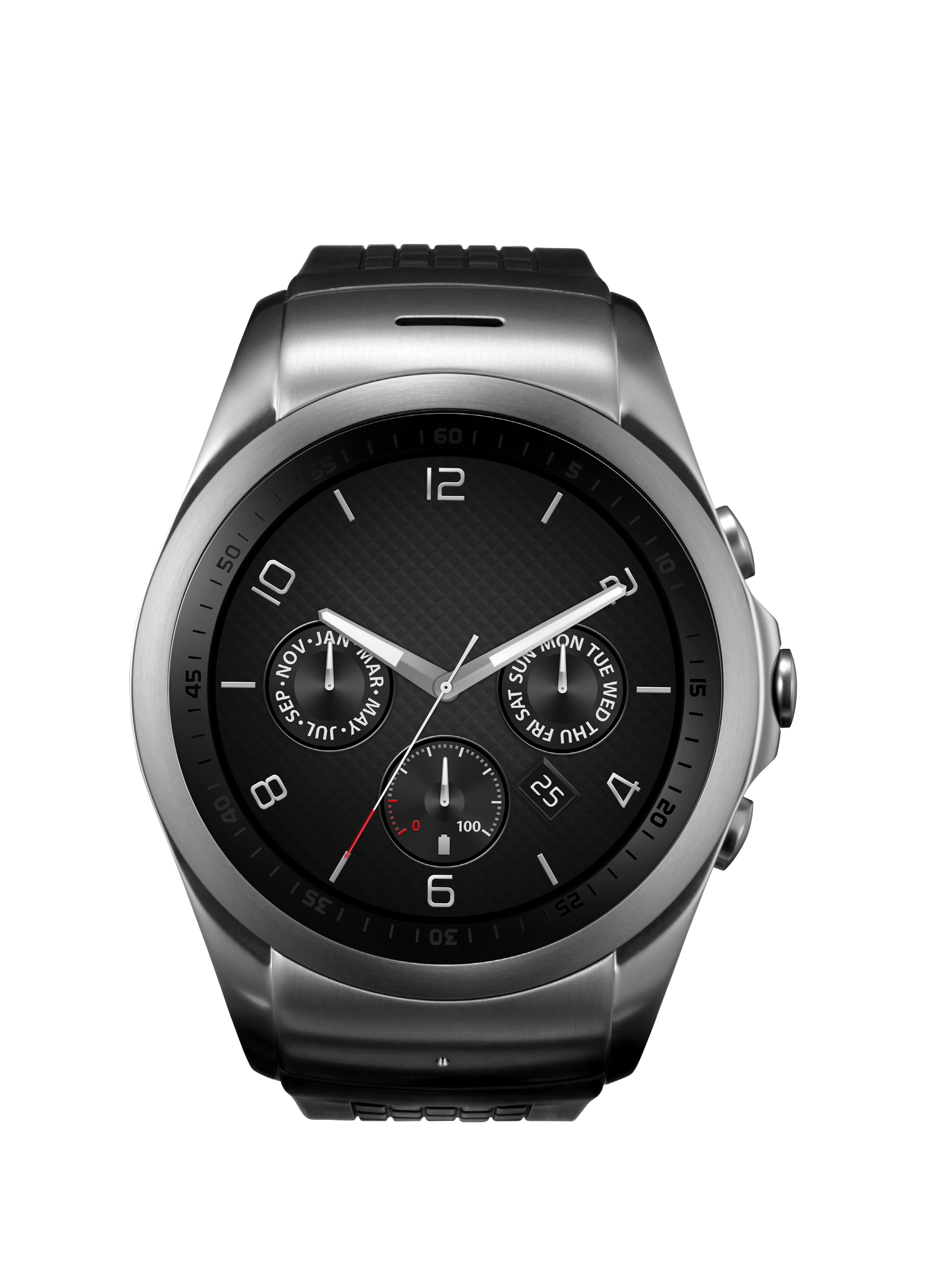
ساعة إل جي، من طراز يروبان

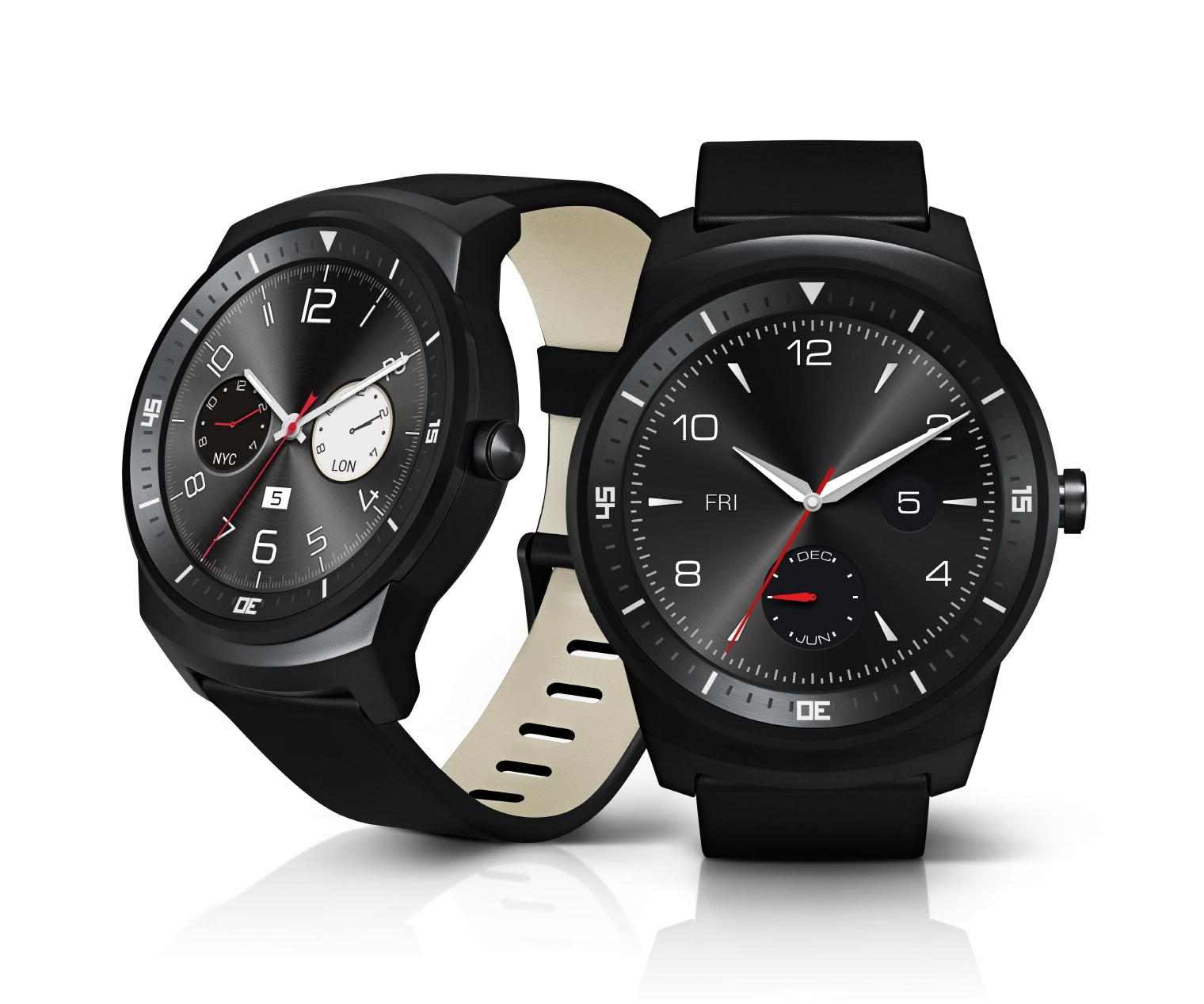
ساعة إل جي، من طراز أر

أعلنت إل جي وجوجل عن الساعة الذكية القائمة على ساعة إل جي جي وأندرويد واير، وذلك في يونيو عام 2014. في أغسطس عام 2014، أنتجت ساعة إل جي، من طراز أر التي لها وجه دائري، بينما أعلن عن ساعة إل جي، من طراز يروبان في أبريل عام 2015، وهي ثالث ساعة ذكية تعمل بنظام أندرويد واير من إل جي.
كان هذا أول جهاز يدعم ميزات أحدث ساعة ذكية مثل واي-فاي، وأجزاء جديدة من واجهة برنامج أندرويد واير مثل القدرة على رسم الرموز التعبيرية للأصدقاء.

#### لوحة مفاتيح بلوتوث
في عام 2015، أعلنت إل جي عن لوحة مفاتيح بلوتوث يمكن طيها على طول أربعة صفوف من المفاتيح لسهولة النقل. لوحة مفاتيح رولي مصنوعة من البلاستيك الصلب. يتم طي ذراعين بلاستيكيين صغيرين من نهاية لوحة المفاتيح لدعم جهاز لوحي أو هاتف ذكي، يمكن التبديل بين جهازين مختلفين متصلان بالبلوتوث في وقت واحد. عمر البطارية المتوقع هو ثلاثة أشهر لبطارية AAA واحدة.

### الأجهزة المنزلية

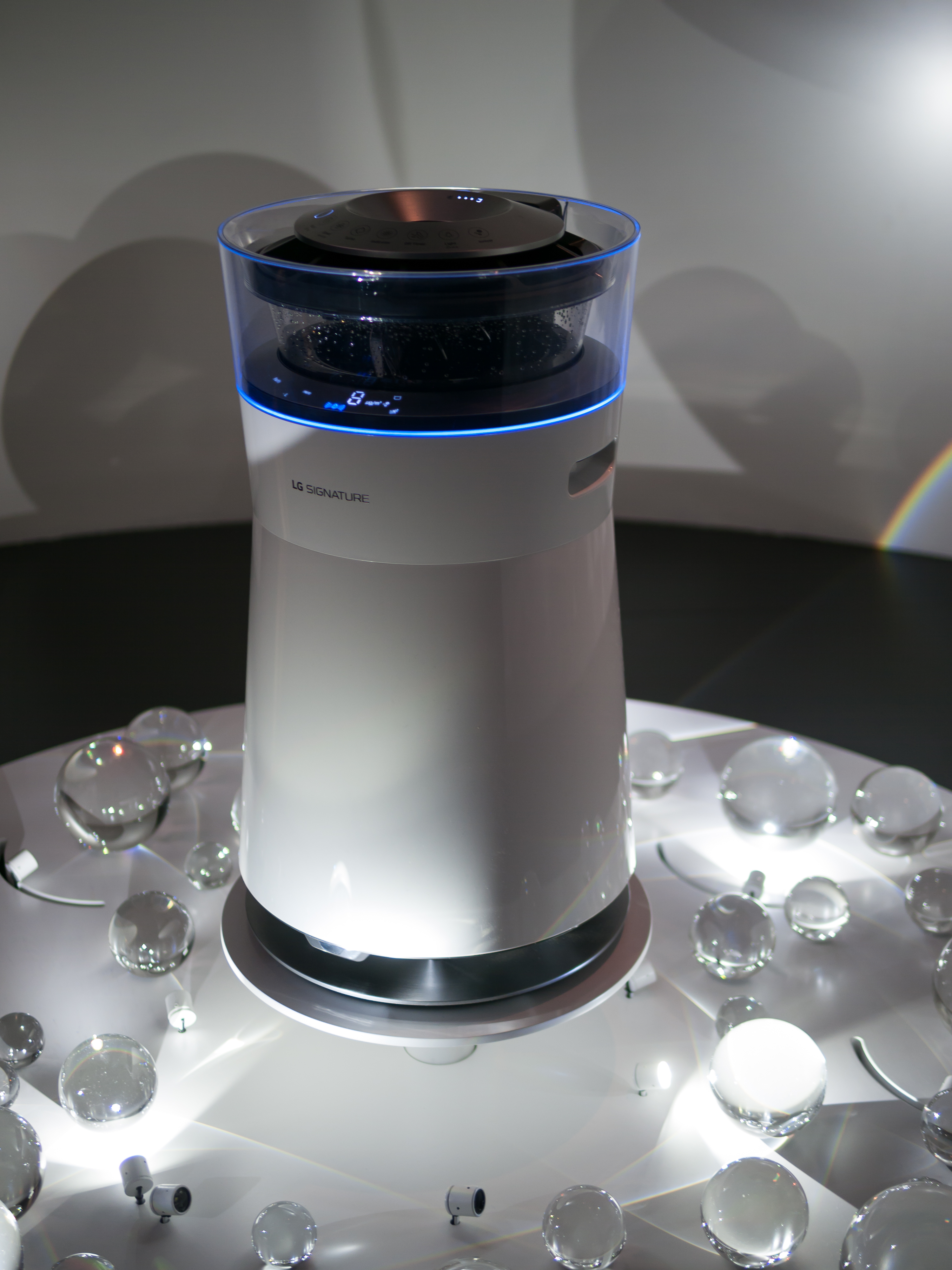
منقي الهواء إل جي سيجناتور لسا 50 إيه

تشتهر إل جي إلكترونيكس بتصنيع الأجهزة المنزلية بما في ذلك الثلاجات والغسالات ومجففات الملابس والمكانس الكهربائية ومكيفات الهواء وأفران الميكروويف. في يونيو عام 2014، أعلنت إل جي الكترونيكس عن إطلاق أجهزتها الذكية التي تدعم خدمة رسائل الدردشة المنزلية في سوق كوريا الجنوبية. تستخدم الدردشة المنزلية تطبيق لاين، وهو تطبيق مراسلة محمول من شركة نافير الكورية للسماح لأصحاب المنازل بالاتصال والتحكم والمراقبة ومشاركة المحتوى مع أجهزة إل جي الذكية. يمكن للمستخدمين إرسال رسائل بسيطة، مثل بدء دورة الغسيل للتحكم في الغسالة.

## التسويق والعلاقات العامة

### الرعاية
ترعى إل جي الرياضية المحدودة، شركة تابعة لشركة إل جي إلكترونيكس، مؤسسة البيسبول الكورية. من خلال استحواذ عام 1990، تم تغيير اسم ام بي سي بلو دراغونز (التي كانت واحدة من الأعضاء الستة المؤسسين الأصليين لمؤسسة البيسبول الكورية في عام 1982) إلى إل جي تونز. فاز الفريق بسلسلتين كوريتين لعام 1990 وعام 1994. تجتذب إل جي عددًا كبيرًا من المعجبين، حيث انها احتلت المركز الثالث في الدوري.
في أغسطس عام 2013، أعلنت إل جي الكترونيكس أنها سترعى نادي باير 04 ليفركوزن في الدوري الألماني لمدة ثلاث سنوات مع خيار التمديد لمدة عام آخر. ترعى إل جي إلكترونيكس أيضا المجلس الدولي للكريكيت، الهيئة العالمية المنظمة للعبة الكريكيت، كما ترعى جوائز المجلس الدولي للكريكيت.
في الفترة ما بين عام 2009 إلى عام 2013، رعت إل جي الكترونيكس سباق فورمولا 1 كشريك عالمي وشريك تقني. كانت إل جي أيضًا موردًا رسميًا لفريق فيرجن ريسينغ وسباق لوتس، بالإضافة إلى الشركة المصنعة للمحركات كوزوورث في الفترة ما بين عام 2010 إلى عام 2012. كما ترعى أسبوع الموضة في لندن وال جى ارينا في برمنغهام.
من عام 2001 إلى عام 2003، قامت إل جي برعاية سباق الجائزة الكبرى للسنوكر. خلال هذه السنوات عرفت البطولة باسم كأس إل جي. في عام 2008، أصبحت إل جي راعية مهرجان إكستريم سبورت FSO4 Freeze.
ألغت شركة إل جي الكترونيكس في أستراليا رعايتها للاعب الكريكيت ديفيد وارنر في 27 مارس 2018 واسقطته من منصب سفير العلامة التجارية للشركة بسبب فضيحة العبث بالكرة خلال الاختبار الثالث لسلسلة 2017 و 2018 العاصفة ضد منتخب جنوب إفريقيا. كان لدى وارنر اتفاقية مع الشركة في عام 2014 وكان عقده مخططًا للتجديد.

## السجل البيئي
في عام 2010، صرحت مجلة تشوز الإسترالية أنها قامت باختبارات مستقلة لنماذج ثلاجات إل جي ووجدت أن استهلاك الطاقة في طرازين كان أعلى مما ادعت إل جي. كانت إل جي على علم بالمشكلة وقدمت تعويضات للعملاء المتأثرين. في عام 2004، قدمت إل جي مطالبات كفاءة استخدام المياه حاصلة على تصنيف إيه فور للعديد من الغسالات قبل اعتمادها. تعهدت إل جي للجنة المنافسة وحماية المستهلك الأسترالية بتقديم إشعارات تصحيحية مناسبة وتحديث برنامج الامتثال للممارسات التجارية والحفاظ عليه. في عام 2006، بالغت إل جي في كفاءة استخدام الطاقة في خمسة من طرازات مكيفات الهواء وطُلب منها مرة أخرى تقديم تعويضات للمستهلكين لتغطية تكاليف الطاقة الإضافية.
في مارس عام 2018، أعلن قسم الأجهزة المنزلية في شركة إل جي إلكترونيكس حصول فرع العناية بالملابس بالبخار على ميثاق التعايش مع الربو والحساسية.
في مايو عام 2020، تسبب تسرب غاز مميت في مصنع إل جي الكيماوي في فيساخاباتنام في مقتل 12 شخصا. وفتح تحقيق للنظر في الأمر وكشف أسباب عديدة للحادث. أعلن فيما بعد أن تصميم التخزين غير مناسب، ولم تحصل صيانة دورية للخزان. جاء في التقرير أيضا أن سبب التسرب كان ارتفاع درجة الحرارة داخل أقدم الخزانات الثلاثة التي تحتوي على مادة مونومر الستايرين، وهي مادة كيميائية تستخدم في تصنيع منتجات البوليسترين، إلى أكثر من ستة أضعاف المستوى المسموح به بسبب البلمرة. كحل احترازي اقترح نقل الشركة إلى منطقة أقل كثافة سكانية.

## مقر الولايات المتحدة

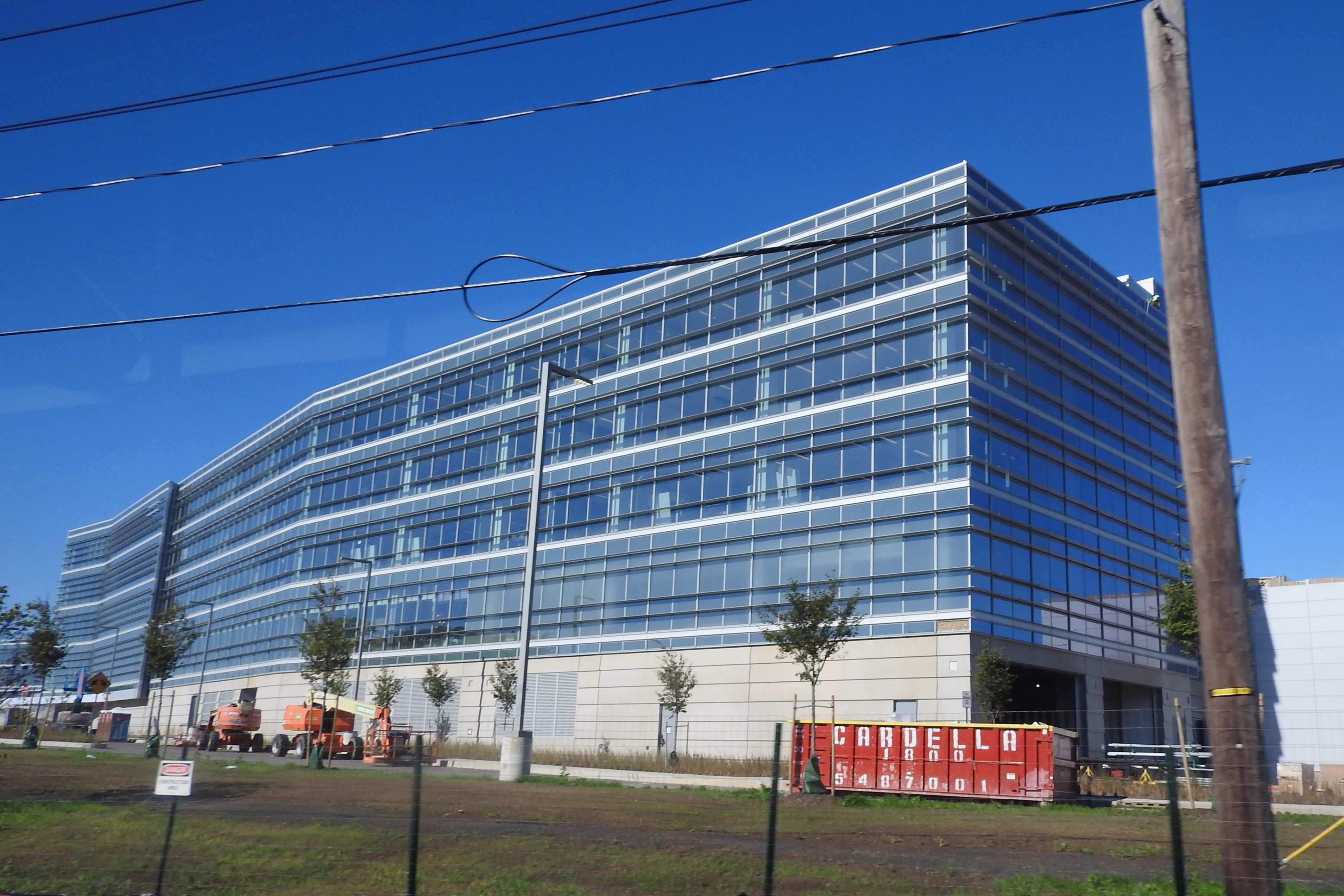
شهر أكتوبر عام 2019 في إنجليوود كليفس

اقترحت إل جي إلكترونيكس بالولايات المتحدة الأمريكية بناء مقر جديد في حي إنجليوود كليفس في مقاطعة بيرغن، نيوجيرسي، بالإضافة إلى بناء مبنى بطول 143 قدمًا والذي سيكون أطول من خط الأشجار في هدسون باليسادس، وهو مبنى وطني أمريكي. اقترحت الشركة بناء منشأة صديقة للبيئة في هدسون باليسادس، لنصيب الفرد من السكان الأمريكيين الكوريين في مقاطعة بيرغن، بعد أن تلقت قرارًا قانونيًا إيجابيًا في البداية بشأن قضايا ارتفاع المبنى. على الرغم من الموافقة على الخطة من قبل الحكومة المحلية، إلا أنها قوبلت بمقاومة من شرائح الجمهور العام وكذلك المسؤولين الحكوميين في نيو جيرسي ونيويورك المجاورة. ألغى قرار المحكمة الأول الذي يؤيد موافقة الحكومة المحلية من قبل محكمة استئناف في نيوجيرسي في عام 2015 وقدمت إل جي لاحقًا مبنى بطول 64 قدمًا للموافقة عليه من قبل حي إنجليوود كليفس في عام 2016. قامت إل جي بوضع حجر الأساس لمقر إنجليوود كليفس الجديد بقيمة 300 مليون دولار أمريكي في 7 فبراير 2017، على أن يكتمل في أواخر عام 2019.

## شعارات
- «نضع الناس اولا» منذ عام 1997 إلى عام 1999
- «رقميا لك» منذ عام 1999 إلى عام 2004
- «حياة أفضل مع الرقمية» من عام 2002 إلى عام 2004
- «الحياة جيدة» منذ عام 1999 إلى الآن في أستراليا ومن عام 2004 إلي الآن في باقي العالم.
- «الابتكار من أجل حياة أفضل» من عام 2016 إلى الآن.

## وصلات خارجية
- الموقع الرسمي
- موقع إل جي الرسمي في كوريا
- صفحة قناة إل جي إلكترونيكس مصر